# Тъпан
 Тази статия е за музикалния инструмент.  За българския вестник вижте Тъпан (вестник).  
Тъпан e ударен музикален инструмент от групата на мембранофонните инструменти. Съществуват две разновидности по размер: среден и голям, като фолклорните музиканти наричат средната разновидност тъпан, а голямата даул. По-големият размер може да се срещне само в македонската фолклорна област и в Турция.

## Устройство
Тъпанът представлява цилиндрично дървено тяло с диаметър от 30 до 60 см и височина от 25 до 50 см, на отворите на който са опънати кожи. Кожите са захванати с дървени обръчи и посредством зигзагообразно прекарано през тях въже биват обтягани или отпускани.

## Техника на звукоизвличане
Настройването на инструмента става с натягане на въжетата. Звукът се произвежда с удари по кожите посредством палки. Палките са две: една къса, извита в единия си край дървена пръчка, наречена „кияк“, и друга тънка, дълга пръчица, наречена „дробенка“. Изпълнителят държи тъпана на колан през рамо, докато свири.

## Историческо развитие и употреба
По произход тъпанът е арабски инструмент, в България е пренесен още през X век. Добива голяма популярност в българската народна музика. Присъства в музиката на почти всички фолклорни области с изключение на Родопската фолклорна област, където е слабо застъпен.
Една от най-често срещаните грешки е припознаването му с големия барабан (който се използва като част от комплекта барабани в симфоничните и духови оркестри). Макар да изглеждат близки на външен вид, разликите в настройването, звука и тембъра са съществени, с други думи това са различни инструменти. Тъпанът има кратък релефен притъпен звук без резонанс. Големият барабан има нисък басов отзвучаващ тон. Докато големият барабан подсилва басовата функция на перкусионната секция и най-вече тимпаните в оркестъра, тъпанът във фолклорните ансамбли поддържа ритъма и има противопаставяне на силно и слабо време между ударите на кияка и тънката пръчка най-често в неравноделен размер.
Тъпанът често може да бъде видян в контраст по звук заедно с тарамбука и дайре.

## Фразеология
- Един бие тъпана, a друг сбира парсата.
- Бие го като тъпан.
- Не може сватба без тъпан и бутилка вино за здраве.
- Не биха тъпана – опитаха се да омаловажат и премълчат случая
- Не тичам да бия тъпана
- Не съм ти бил тъпана… – не съм те викал, сбирката е в ограничен кръг
- Празна Мара тъпан била